# Cleretum
Cleretum je rod južnoafričkog bilja iz porodice čupavica, dio reda klinčićolike. Postoji 13 vrsta koje rastu po kapskim provincijama Južne Afrike.
Dorotheanthus Schwantes po kojemu je potporodica Dorotheantheae dobila ime sinonim je za Cleretum. 

## Vrste
1. Cleretum apetalum (L.f.) N.E.Br.
2. Cleretum bellidiforme (Burm.f.) G.D.Rowley
3. Cleretum booysenii (L.Bolus) Klak
4. Cleretum bruynsii Klak
5. Cleretum clavatum (Haw.) Klak
6. Cleretum herrei (Schwantes) Ihlenf. & Struck
7. Cleretum hestermalense (Ihlenf. & Struck) Klak
8. Cleretum lyratifolium Ihlenf. & Struck
9. Cleretum maughanii (N.E.Br.) Klak
10. Cleretum papulosum (L.f.) N.E.Br.
11. Cleretum patersonjonesii Klak
12. Cleretum pinnatifidum (L.f.) N.E.Br.
13. Cleretum rourkei (L.Bolus) Klak

## Sinonimi
- Aethephyllum N.E.Br.
- Dorotheanthus Schwantes
- Micropterum Schwantes
- Pherolobus N.E.Br.
- Sineoperculum van Jaarsv.
- Stigmatocarpum L.Bolus